# Piotr Rogucki
Piotr Rogucki (ur. 5 maja 1978 w Łodzi) – polski aktor, wokalista, autor tekstów i piosenek. Członek zespołu rockowego Coma. Prowadzi również solową działalność artystyczną. Absolwent Państwowej Wyższej Szkoły Teatralnej im. Ludwika Solskiego w Krakowie. Członek Akademii Fonograficznej ZPAV.

## Kariera
Karierę sceniczną rozpoczął, śpiewając piosenki swojego autorstwa na przeglądach i festiwalach. Wygrał „Oranżerię” (2000), „Wrzosowisko” (2000), „Piostury” (2002) oraz „Spotkania Zamkowe w Olsztynie” (2003).
W 2003, podczas studiów na PWST, zadebiutował na scenie w roli Micky’ego w przedstawieniu Grzegorza Jarzyny Zaryzykuj wszystko w TR Warszawa (dawniej Teatr Rozmaitości), gdzie grał potem w spektaklach Jarzyny: 2007: Macbeth (2005) z Cezarym Kosińskim w roli tytułowej jako oficer i Giovanni (2006) w roli Ziomala, a także wziął udział w nadawanym „na żywo” ze sceny i widowni programie specjalnym „Listy osobistej” radiowej Trójki (2012) i nagraniach wideo do sztuki Doroty Masłowskiej Inni ludzie (2020).
W 2001 zdobył II nagrodę na 37. Studenckim Festiwalu Piosenki w Krakowie. W 2004 wraz z zespołem Coma otrzymał Grand Prix, nagrodę im. Agnieszki Osieckiej i wyróżnienie na 25. Przeglądzie Piosenki Aktorskiej we Wrocławiu za interpretację piosenki „Underground” Toma Waitsa i „100 tysięcy jednakowych miast” własnego autorstwa. Jest też laureatem nagrody im. Grzegorza Ciechowskiego dla wszechstronnego młodego twórcy 2004. Wraz z zespołem Coma otrzymał w 2007 nagrodę „Złotego Bączka” na XIII Przystanku Woodstock. Uczestniczył w nagraniach wszystkich albumów zespołu.
W 2013 pojawił się gościnnie na albumie Nie myśl o mnie źle rapera Mam Na Imię Aleksander w utworze „Zaufanie”, poza tym wziął udział w nagraniu piosenki „Orzeł może” na potrzeby akcji promocyjnej radiowej Trójki. Rok później wystąpił gościnnie na polskiej edycji płyty Hydra zespołu Within Temptation w utworze „Whole World is Watching”, a także na drugim albumie polskiej piosenkarki Marceliny – Wschody / Zachody w utworze „Karmelove”.
W latach 2014–2015 był jurorem programu talent show telewizji Polsat – Must Be the Music. Tylko muzyka, w którym zastąpił piosenkarza Wojciecha Łozowskiego. Zasiadał w jury przez 4 edycje (7–10), po czym zrezygnował ze sprawowanej funkcji. W 2016, w 11. edycji zastępował go Tymon Tymański.
Na gali Antyradia „Płyta Rocku 2014” otrzymał nagrodę w kategorii „Polski Wokalista Rocku”.
W 2019 Rogucki wraz z zespołem Coma zawiesił działalność w polskiej muzyce i wraz z producentem i muzykiem Jakubem Karasiem założył duet pod nazwą Karaś/Rogucki. W lutym 2020 ukazała się na polskim rynku płyta duetu pt. Ostatni Bastion Romantyzmu. Trasa koncertowa promująca album obejmowała kilka polskich miast.
27 lipca 2025, po koncercie zespołu Coma podczas Łódź Summer Festival, otrzymał tytuł Honorowego Obywatela Miasta Łodzi.

## Życie prywatne
Piotr Rogucki jest w związku małżeńskim z Zofią, która jest lekarką radiolog i doktorem nauk medycznych. Mają córkę (ur. 2013) oraz syna (ur. 2014).

## Dyskografia
Albumy solowe
| Rok  | Dane dot. albumu                                                                                       | Pozycja na liście |
| Rok  | Dane dot. albumu                                                                                       | POL               |
| ---- | --- | ----------------- |
| 2011 | Loki – wizja dźwięku - Data: 21 marca 2011 - Wydawca: Mystic Production - Format: CD, digital download | 2                 |
| 2012 | 95-2003 - Data: 11 czerwca 2012 - Wydawca: Mystic Production - Format: CD, digital download            | 1                 |
| 2015 | J.P. Śliwa - Data: 16 października 2015 - Wydawca: Agora S.A. - Format: CD, digital download           | 8                 |

Notowane utwory
| 2011                        | „Szatany”                                                                | –  | 20 | 36 | –  | Loki – wizja dźwięku |
| 2012                        | „Piosenka pisana nocą”                                                   | –  | 9  | 15 | –  | 95-2003              |
| 2014                        | Within Temptation – „Whole World is Watching” (gościnnie: Piotr Rogucki) | 16 | 5  | 2  | 11 | Hydra                |
| 2014                        | Marcelina – „Karmelove” (gościnnie: Piotr Rogucki)                       | –  | 38 | –  | –  | Wschody / Zachody    |
| 2014                        | Frontside – „Ewolucja albo śmierć” (gościnnie: Piotr Rogucki)            | –  | –  | –  | 39 | Sprawa jest osobista |
| 2015                        | „Dobrze”                                                                 | –  | –  | 48 | –  | J.P. Śliwa           |
| 2016                        | „Całuj się”                                                              | –  | –  | –  | –  | J.P. Śliwa           |
| 2016                        | Jan Bo – „Bananowy dżem” (gościnnie: Piotr Rogucki)                      | –  | –  | 6  | –  | Kawa i dym           |
| 2017                        | Męskie Granie Orkiestra – „Nieboskłon” (oraz Brodka, Tomasz Organek)     | –  | –  | 1  | –  | Męskie Granie 2017   |
| „–” utwór nie był notowany. |                                                                          |    |    |    |    |                      |

Występy gościnne
| Rok  | Wykonawca/Album                              | Utwór                       | Źródło |
| ---- | -------------------------------------------- | --------------------------- | ------ |
| 2013 | Mam Na Imię Aleksander – Nie myśl o mnie źle | - „Zaufanie”                | [ 8 ]  |
| 2013 | Marcelina – Wschody / Zachody                | - „Karmelove”               | [ 25 ] |
| 2014 | Within Temptation – Hydra                    | - „Whole World is Watching” | [ 10 ] |
| 2014 | Frontside – Sprawa jest osobista             | - „Ewolucja albo śmierć”    | [ 26 ] |
| 2016 | Jan Bo – Kawa i dym                          | - „Bananowy dżem”           | [ 27 ] |
| 2021 | Deemz – Sauce                                | - „Zaopiekuj się mną”       |        |

## Teledyski
| Rok  | Tytuł                  | Reżyseria               | Album                | Źródło |
| ---- | ---------------------- | ----------------------- | -------------------- | ------ |
| 2011 | „Szatany”              | Mateusz Winkiel         | Loki – wizja dźwięku | [ 28 ] |
| 2011 | „Wizja dźwięku”        | Mateusz Winkiel         | Loki – wizja dźwięku | [ 29 ] |
| 2012 | „Piosenka pisana nocą” | Mateusz Winkiel         | 95-2003              | [ 30 ] |
| 2015 | „Dobrze”               | Zofia Zija, Jacek Pióro | J.P. Śliwa           | [ 31 ] |
| 2016 | „Całuj się”            | Zofia Zija, Jacek Pióro | J.P. Śliwa           | [ 32 ] |
| 2016 | „Płyń”                 | Bartosz Piotrowski      | J.P. Śliwa           | [ 33 ] |

## Filmografia
Opracowano na podstawie materiału źródłowego.
Filmy
- 2000: Syzyfowe prace jako uczeń
- 2005: Doskonałe popołudnie jako operator Jacek
- 2007: A na koniec przyszli turyści jako Krzysztof Łanuszewski, brat Ani
- 2010: Skrzydlate świnie jako Mariusz Nowacki, brat Oskara
- 2014: Miasto 44 jako pracownik fabryki E. Wedel
- 2016: Tłumacz
- 2017: Gotowi na wszystko. Exterminator jako Andrzej „Makar”
- 2018: Studniówk@ jako barman
- 2020: Jak zostałem gangsterem. Historia prawdziwa jako Marian
- 2020: 7 faktów (film krótkometrażowy) jako właściciel konia
- 2021: Druga połowa jako Piotr Szmigiel, asystent Biernata
- 2021: Dawid i elfy jako elf Erwin
- 2022: Parada serc jako Wiktor, przyjaciel Krzysztofa
- 2023: Znachor jako policjant w Radoliszkach
- 2024: Zabij mnie, kochanie jako Łukasz, przyjaciel Piotra
- 2024: Nic na siłę jako Zbyszek, mąż Wieśki
- 2024: Wróbel jako „Pedro”
- 2024: Napad jako grabarz

Seriale
- 2000: Syzyfowe prace jako uczeń (odc. 4)
- 2006: Oficerowie jako drobny pijaczek „Manolo”
- 2008: Trzeci oficer jako drobny pijaczek „Manolo”
- 2009–2011: Czas honoru jako „Chudy”, handlarz na bazarze
- 2010: Duch w dom jako duch (odc. 6)
- 2011: Hotel 52 jako Heniek Baut (odc. 28)
- 2011: Chichot losu jako sierżant Jakubczyk
- 2012: Misja Afganistan jako starszy szeregowy Marcin Melbor
- 2013: Lekarze jako Józek, przyjaciel Jivana
- 2013: 2XL jako Alek Bromski
- 2014: To nie koniec świata jako Klaudiusz Potocki
- 2015: Komisarz Alex jako realizator nagrań Daniel Stawski (odc. 14)
- 2015: Skazane jako „Czarny”, handlarz narkotykami
- 2019: 39 i pół tygodnia jako lekarz na SORze
- 2020–2022: Stulecie Winnych jako Ryszard Borkowski, mąż Mani
- 2020–2021: BrzydUla jako projektant Sławomir Potocki
- 2021: Ojciec Mateusz jako Piotr Cichocki, brat Tomka (odc. 322)
- 2021: Kuchnia jako towarzyski klient (odc. 11)
- 2021: Komisarz Mama jako Marek Kłosiński (odc. 15)
- 2022: Minuta ciszy jako Wieczny, właściciel zakładu pogrzebowego
- 2022: Wielka woda jako porucznik Rozwałka
- 2023: Rafi jako Artur
- 2024: Matki pingwinów jako Grzesiek Tracz, mąż Tatiany